# Samogo jezici
Samogo jezici (dzuun-seeku jezici), podskupina sjeverozapadnih zapadnih mande jezika koji su rašireni po Burkini Faso i Maliju. Obuhvaća pet jezika, to su: bankagooma ili banka [bxw] (Mali), 6.000 (2007 SIL) u administrativnom distriktu Danderesso; duungooma ili du, Duungo, [dux] (Mali) 70.000 (Vanderaa 1991) u prefekturama Kadiolo i Sikasso; dzùùngoo ili kpango, samogo, [dnn] (Burkina Faso), 13.400 (1998 P. Solomiac) u provinciji Kénédougou; jowulu, jo, samogho [jow] (Mali), 10.000 u Maliju (2002), u prefekturi Kadiolo; Seeku ili sambla, samogho, [sos] (Burkina Faso), 17.000 u provinciji Houet.
Nekada je cijela sjeverozapadna skupina zapadnih mande jezika nazivana samogo, od kojih je jedino skupina Dzuun-Seeku danas nositelj tog imena, dok se jezici Soninke-Bobo vode kao posebna podskupina

## Vanjske poveznice
- Ethnologue (15th)